# Ngữ hệ Nam Đảo
Ngữ hệ Nam Đảo (tiếng Anh: Austronesian) là một ngữ hệ lớn phân bổ rộng rãi tại các hải đảo Đông Nam Á và Thái Bình Dương, Madagascar và một phần nhỏ tại đại lục châu Á. Ngữ hệ Nam Đảo được khoảng 386 triệu người nói.
Otto Dempwolff, một học giả người Đức, là nhà nghiên cứu đầu tiên đã khảo sát một cách rộng rãi Ngữ hệ Nam Đảo bằng cách sử dụng phương pháp so sánh. Một học giả người Đức khác là Wilhelm Schmidt, đã đặt ra từ tiếng Đức austronesisch bắt nguồn từ tiếng Latinh auster "gió nam" cộng với tiếng Hy Lạp nêsos "đảo". Đúng như tên gọi, phần lớn Ngữ hệ Nam Đảo được nói trên các hòn đảo, chỉ có một vài ngôn ngữ, như tiếng Mã Lai và nhóm ngôn ngữ Chăm là các ngôn ngữ bản địa tại lục địa châu Á. Nhiều ngôn ngữ Nam Đảo chỉ có rất ít người nói, song các ngôn ngữ Nam Đảo chính có hàng chục triệu người nói và đặc biệt, tiếng Mã Lai có đến 180 triệu người nói và là ngôn ngữ được nói nhiều thứ tám trên thế giới. Khoảng hơn hai mươi ngôn ngữ Nam Đảo là ngôn ngữ chính thức của các quốc gia.
Các nguồn khác nhau đưa ra số lượng các ngôn ngữ khác nhau, song Nam Đảo và Niger–Congo là hai ngữ hệ lớn nhất trên thế giới về số lượng ngôn ngữ, mỗi ngữ hệ chiếm khoảng một phần năm tổng số ngôn ngữ được ước tính trên thế giới. Phạm vi địa lý của Ngữ hệ Nam Đảo lớn hơn bất kỳ ngữ hệ nào khác trước khi Ngữ hệ Ấn-Âu mở rộng phạm vi trong thời kỳ thuộc địa. Ngữ hệ Nam Đảo kéo dài từ Madagascar ở ngoài khơi đông nam châu Phi đến đảo Phục Sinh ở phía đông của Thái Bình Dương. Tiếng Hawaii, tiếng Rapa Nui, và tiếng Malagasy (nói tại Madagascar) là các ngôn ngữ phân bổ ở những vùng địa lý xa nhất của Ngữ hệ Nam Đảo.
Theo Robert Blust (1999), Ngữ hệ Nam Đảo được chia thành một số nhánh chính, ngoại trừ một nhánh duy nhất thì tất cả các nhánh còn lại đều ở Đài Loan. Nhóm ngôn ngữ Formosa tại Đài Loan được phân thành 9 phân nhóm bậc đầu tiên của Ngữ hệ Nam Đảo. Toàn bộ các ngôn ngữ Nam Đảo được nói bên ngoài Đài Loan (bao gồm tiếng Yami ở ngoài khơi của đảo) thuộc nhánh Malayo-Polynesia, thỉnh thoảng được gọi là Ngoài-Formosa.

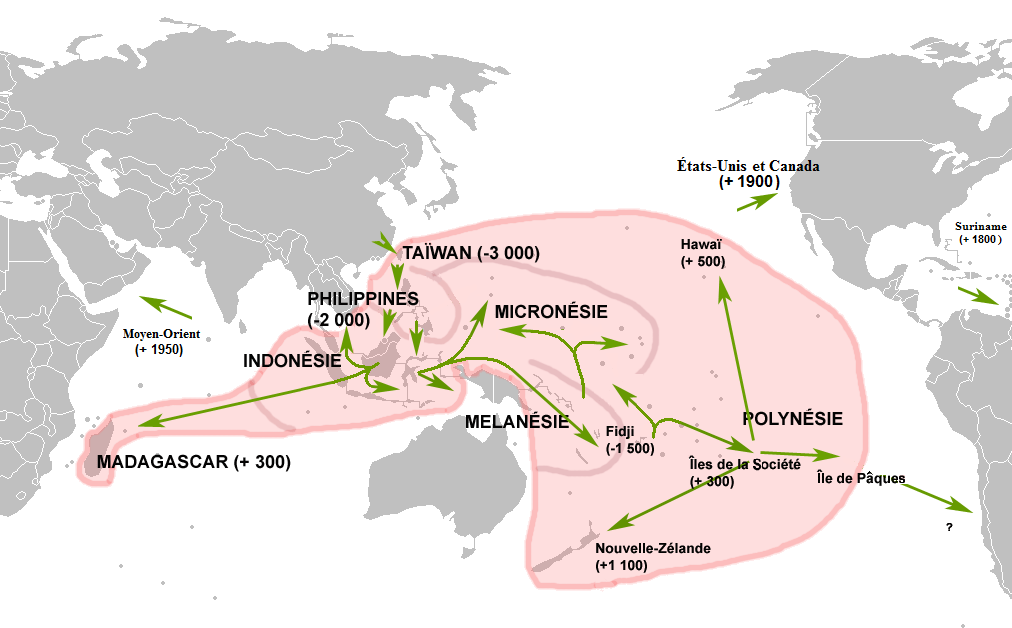
Bản đồ mở rộng phạm vi của Ngữ hệ Nam Đảo. Các thời kỳ dựa trên những nghiên cứu khảo cổ học.

## Cấu trúc
Không dễ để khái quát về các ngôn ngữ của một ngữ hệ đa dạng như Nam Đảo. Ngữ hệ này được nói trên một phạm vi rộng rãi, các ngôn ngữ Nam Đảo có thể được chia thành ba nhóm ngôn ngữ: các ngôn ngữ kiểu Philippines, các ngôn ngữ kiểu Indonesia và kiểu hậu Indonesia (Ross 2002).
Các ngôn ngữ Nam Đảo có xu hướng sử dụng điệp từ (lặp lại tất cả hoặc một phần của một từ, như wiki-wiki hay agar-agar), và, giống như các ngôn ngữ Đông và Đông Nam Á khác, hầu hết chúng có phương pháp tổ hợp ngữ âm rất hạn chế, với các âm vị thường có số lượng hạn chế và phần lớn là các âm tiết phụ âm-nguyên âm.

## Từ vựng
Ngữ hệ Nam Đảo được hình thành theo phương pháp so sánh ngôn ngữ dựa trên cơ sở từ cùng nguồn gốc, các tập hợp từ tương tự trong cách phát âm và ý nghĩa có thể thể hiện chúng có nguồn gốc từ những từ tổ tiên giống nhau trong tiếng Nam Đảo nguyên thủy theo quy tắc thông thường. Một số tập hợp từ cùng gốc rất ổn định. Từ mắt trong nhiều ngôn ngữ Nam Đảo là mata (các ngôn ngữ Nam Đảo xa nhất về phía bắc miền Bắc, nhóm ngôn ngữ Formosa như tiếng Bunun và tiếng Amis đến phía nam như tiếng Maori). Các từ khác có khó khăn hơn để xây dựng mối liên hệ. Từ hai cũng là một từ ổn định, nó xuất hiện trên toàn bộ phạm vi của các ngôn ngữ Nam Đảo, song một số dạng (tiếng Bunun rusya, lusha; tiếng Amis tusa; tiếng Māori tua, rua) yêu cầu cần phải được một số chuyên gia ngôn ngữ học công nhận. Cơ sở dữ liệu từ vựng cơ bản Nam Đảo đưa ra một danh sách từ cho xấp xỉ 500 ngôn ngữ Nam Đảo.

## Phân loại
Các ngôn ngữ Nam Đảo có kết cấu nột bộ phức tạp. Ngữ hệ gồm có nhiều ngôn ngữ tương tự và có liên hệ chặt chẽ với một số lượng lớn các phương ngữ liên tục, khiến việc xác định ranh giới ngôn ngữ giữa các nhánh gặp khó khăn. Tuy nhiên, có điều rõ ràng là tính đa dạng lớn nhất trong phả hệ ngôn ngữ là nhóm ngôn ngữ Formosa tại Đài Loan, và đây cũng là đảo có ngôn ngữ đa dạng nhất tại Thái Bình Dương, điều này ủng hộ luận điểm ngữ hệ Nam Đảo bắt nguồn từ Đài Loan hay Trung Quốc đại lục. Phân loại toàn diện đầu tiên để phản ánh điều này là Dyen (1965).
Các bài viết chuyên đề về việc phân loại các ngôn ngữ Formosa và, bằng cách mở rộng, cấu trúc cấp cao nhất của Ngữ hệ Nam Đảo—là Blust (1999). Các học giả chuyên nghiên cứu về ngôn ngữ Formosa còn tranh luận về một số đặc điểm, và vẫn còn là vấn đề để các nhà ngôn ngữ học hiện đại nghiên cứu. Nhóm ngôn ngữ Malayo-Polynesia thường được xếp vào trong nhánh Đông Formosa của Blust do chúng chia sẻ việc đồng nhất âm Nam Đảo nguyên thủy *t, *C thành /t/ và *n, *N thành /n/, chúng thay đổi *S thành /h/, và các tư vựng như *lima "năm" mà không được chứng thực trong các ngôn ngữ Formosa khác.
Có vẻ như đã có hai cuộc di cư vĩ đại của ngôn ngữ Nam Đảo và nó đã nhanh chóng bao phủ một khu vực rộng lớn. Đầu tiên là nhóm ngôn ngữ Malayo-Polynesia phân bố đến Philippines, Indonesia, và Melanesia. Các ngôn ngữ thuộc nhóm ngôn ngữ Trung Malayo-Polynesia cũng tương tự như nhau sau không phải vì mối quan hệ phả hệ chặt chẽ, mà bởi chúng phản ánh sự tác động nền tảng mạnh mẽ của các ngôn ngữ phi Nam Đảo. Cuộc di cư thứ hai là các ngôn ngữ châu Đại Dương mở rộng đến Polynesia và Micronesia(Greenhill, Blust & Gray 2008).
Ngoài Malayo-Polynesia, mười ba nhóm ngôn ngữ Formosa được chấp thuận rộng rãi. Cuộc tranh luận giữa các nhà ngôn ngữ học chủ yếu xoay quanh mối quan hệ giữ các ngữ hệ này. Trong một số phương pháp phân loại được trình bày trong bài, Blust (1999) liên kết hai ngữ hệ vào nhóm Đồng bằng miền Tây, hai hệ nữa vào nhóm Tây Bắc Formosa, và ba hệ nữa vào nhóm Đông Formosa, trong khi Lý Nhâm Quý (2008) liên kết năm hệ vào một nhóm Bắc Formosa. Cơ sở dữ liệu từ vựng cơ bản Nam Đảo (2008) chấp thuận nhóm phía Bắc, từ chối nhóm phía Đông, liên kết Tsou và Rukai (hai ngôn ngữ khác nhau khá lớn), và liên kết nhóm Malayo-Polynesia với nhóm Paiwan thành nhóm Paiwan. Ross (2009) chia tách nhóm Tsou, và lưu ý rằng Tsou, Rukai, và Puyama nằm ngoài việc phục dựng lại tiếng Nam Đảo nguyên thủy.
Các nghiên cứu khác trình bày về bằng chứng âm vị học để bác bỏ việc nhóm Paiwan gồm Paiwan, Puyuma, Bunun, Amis, và Malayo-Polynesia, song điều này không được phản ánh trong từ vựng. Những người nói tiếng Đông Formosa như Basay, Kavalan, và Amis cùng chia sẻ một câu chuyện rằng họ có nguồn gốc từ một hòn đảo gọi là Sinasay hay Sanasay (Li 2004). Người Ami, đặc biệt, vẫn duy trì quan niệm rằng họ đến từ phía đông, và bị người Puyuma đối xử như là một nhóm phục tùng (Taylor 1888).

### Blust (1999)
Nam Đảo
(theo chiều kim đồng hồ từ tây nam)
- Tsou
- Saaroa
- Kanakanabu

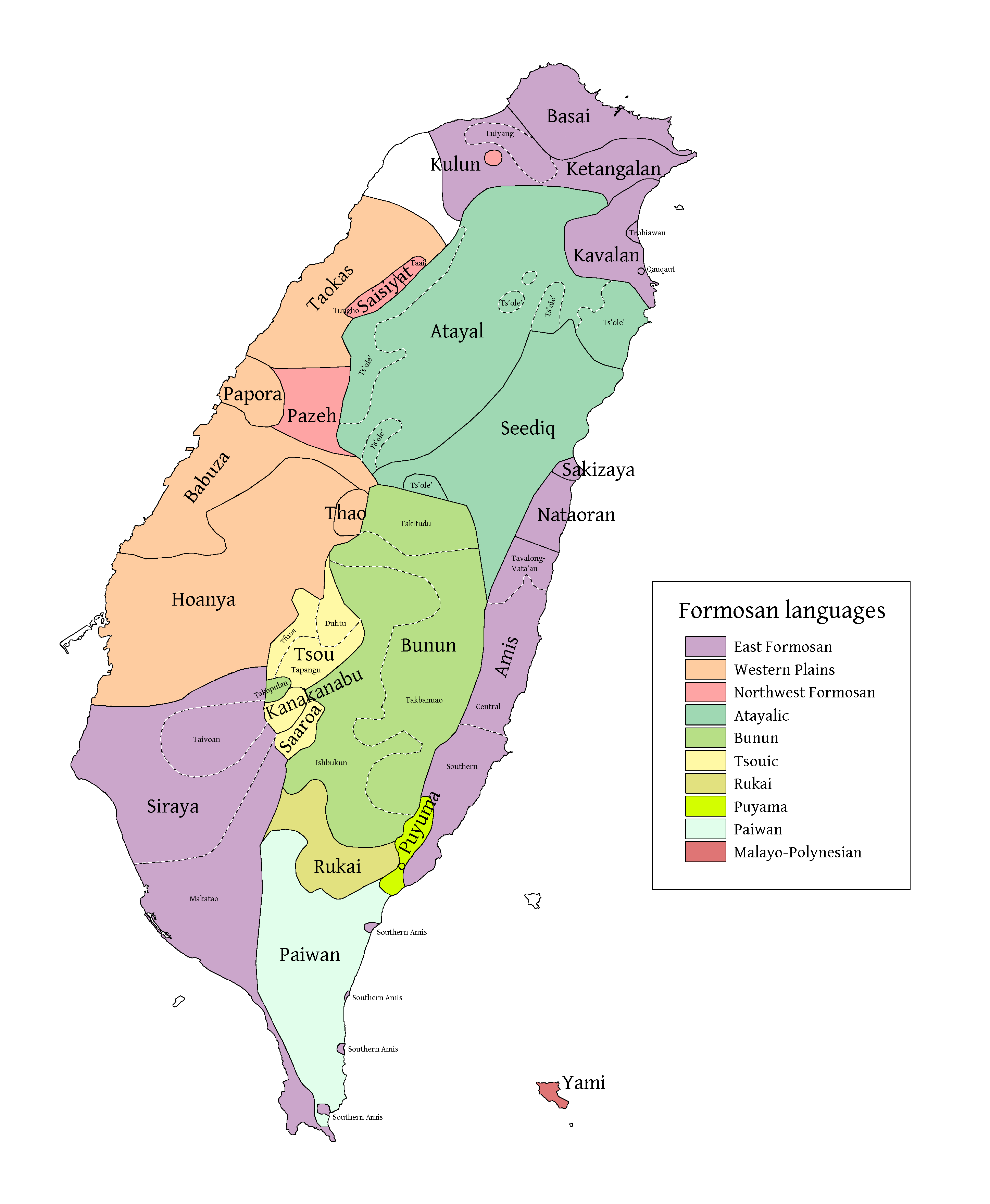
Các ngôn ngữ bản địa tại Đài Loan trước khi bị người Hán chinh phục, theo Blust (1999).

- Thao (AKA Sao. Các phương ngữ Brawbaw, Shtafari)
- Đồng bằng Trung tâm miền Tây
  - Babuza (Taokas, các phương ngữ Poavosa; tiếng Favorlang cũ)
  - Papora-Hoanya (các phương ngữ Papora, Hoanya)

- Saisiyat (Taai, các phương ngữ Tungho)
- Pazeh (hay Kulun)

- Atayal
- Seediq (AKA Truku, Taroko)

- miền Bắc (Kavalan)
  - Basay (Trobiawan, các phương ngữ Linaw–Qauqaut)
  - Kavalan
  - Ketagalan hay Ketangalan
- Trung (Amis)
  - Amis
  - Nataoran (Bắc Amis)
  - Sakizaya
- Siraya

- (Mantauran, Tona, và các phương ngữ Maga bị phân tách)

### Lý Nhâm Quý (2008)
Cách phân loại của Lý giữ lại nhóm Đông Formosa của Blust, và kết hợp hai ngữ hệ miền Bắc khác. Lý Nhâm Quý đề xuất một tổ tiên ngôn ngữ Formosa nguyên thủy (F0) tương đương với Nam Đảo nguyên thủy (PAN), theo mô hình của Starosta (1995). Rukai và Tsou được xem là rất khác biệt, mặc dù vị trí của nhóm Rukai là điều gây tranh cãi.
- F0: Formosa = Nam Đảo
  -   Rukai
    - Mantauran
    - Maga–Tona, Budai–Labuan–Taromak

  - F1
    -   Trung (Tsou)
      - Tsou
      - Nam Tsou
        - Saaroa
        - Kanakanabu

    - F2
      -   Bắc Formosa
        - Tây Bắc (Đồng bằng)
          - Saisiyat–Kulon–Pazeh
          - Tây
            - Thao
            - Bờ biển phía Tây (Papora–Hoanya–Babuza–Taokas)

        - Atayal
          - Squliq Atayal
          - Ts'ole' Atayal (= C'uli')
          - Seediq

      -   Đông Formosa
        - Kavalan–Basay
        - Siraya–Amis

      - ? Nam [không chắc chắn]
        -   Bunun
          - Isbukun
          - Bắc và Trung (Takitudu và Takbanuao)

        -   Paiwan–Puyuma [không chắc chắn]

### Cơ sở dữ liệu từ vựng cơ bản Nam Đảo (2008)

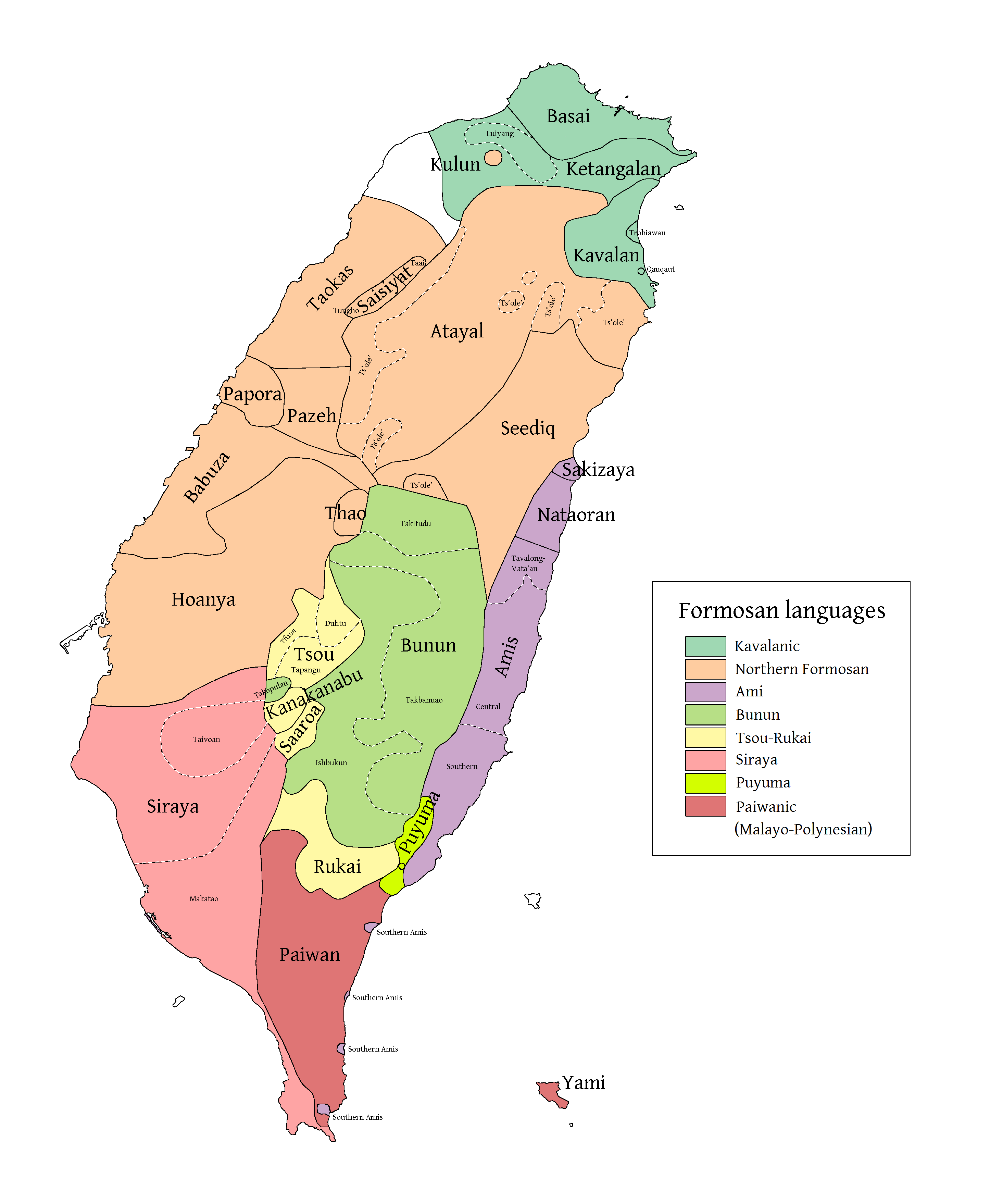
Các ngôn ngữ bản địa tại Đài Loan trước khi bị người Hán chinh phục, theo Austronesian Basic Vocabulary Database (Greenhill, Blust & Gray 2008).

Nghiên cứu này giữ nhóm Bắc Formosa của Lý Nhâm Quý, song tách nhóm Đông Formosa của Blust, và đề xuất Paiwan có thể là nhóm gần nhất với Malayo-Polynesia. Nó cũng kết hợp Tsou và Rukai, hai ngôn ngữ khác biệt nhất theo Lý Nhâm Quý.
Nam Đảo
- Basay (Trobiawan, các phương ngữ Linaw–Qauqaut)
- Kavalan
- Ketagalan

- Thao (hay Sao. Brawbaw, các phương ngữ Shtafari)
- Đồng bằng phía Tây
  - Babuza (AKA Favorlang.Taokas, Poavosa)
  - Papora-Hoanya (Các phương ngữ Papora, Hoanya)
- Saisiyat (vác phương ngữ Taai, Tungho)
- Pazeh (AKA Kulun)
- Atayal
  - Atayal (Squliq, C'uli')
  - Seediq (AKA Truku, Taroko)

- Sakizaya
- Nataoran (Bắc Amis)
- Amis

- Bunun

- Tsou
  - Tsou
  - Saaroa
  - Kanakanabu
- Rukai

- Siraya (các phương ngữ Taivoan, Makatao)

- Puyuma

- Paiwan
- Malayo-Polynesia

### Ross (2009)

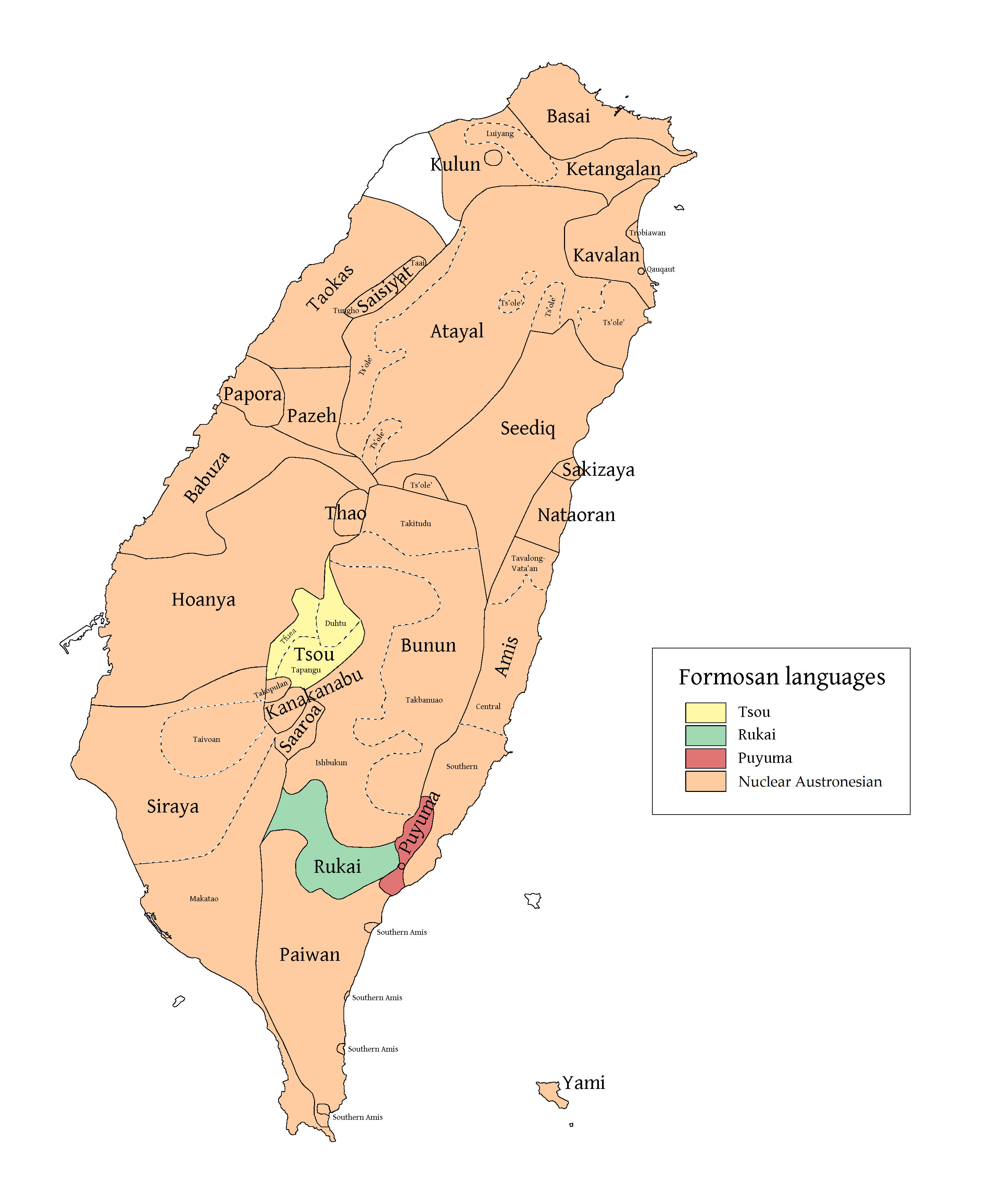
Các nhóm ngôn ngữ Formosa tại Đài Loan trước khi người Hán chinh phục, theo Ross (2009).

Năm 2009, Malcolm Ross đã đề xuất một cách phân loại mới cho Ngữ hệ Nam Đảo dựa trên bằng chứng hình thái học từ các ngôn ngữ Formosa khác nhau. Ông đề xuất rằng hiện nay thì việc tái dựng ngôn ngữ Nam Đảo nguyên thủy thực sự tương ứng với một giai đoạn trung gian, mà ông gọi với thuật ngữ "Nam Đảo hạt nhân nguyên thủy". Đáng chú ý, cách phân loại của Ross không ủng hộ tính thống nhất của nhóm ngôn ngữ Tsou, thay vào đó, ông coi nhóm ngôn ngữ Nam Tsou gồm Kanakanavu và Saaroa là một nhánh riêng biệt. Điều này ủng hộ tuyên bố của Chang (2006) rằng Tsou không phải là một nhóm hợp lý.
Nam Đảo
- (các phương ngữ Mantauran và Tona–Maga phân biệt)

## Các ngôn ngữ chính
Ngôn ngữ với trên 4 triệu người nói bản địa
- Java (76 triệu)
- Filipino / Tagalog (47 triệu bản địa, ~90 triệu tổng cộng[10])
- Mã Lai / Indonesia, (45 triệu bản địa, ~250 triệu tổng cộng)
- Sunda (27 triệu)
- Cebuano (19 triệu bản địa, ~30 triệu tổng cộng)
- Malagasy (17 triệu)
- Madura (14 triệu)
- Ilokano (8 triệu bản địa, ~10 triệu tổng cộng)
- Hiligaynon (7 triệu bản địa, ~11 triệu tổng cộng)
- Minangkabau (7 triệu)
- Batak (7 triệu, tất cả các phương ngữ)
- Bikol (4,6 triệu, tất cả các phương ngữ)
- Banjar (4,5 triệu)
- Bali (4 triệu)

Các ngôn ngữ chính thức
- Caroline (5.700,  Quần đảo Bắc Mariana)
- Chamorro (60.000,  Guam và  Quần đảo Bắc Mariana)
- Fiji (350.000 bản địa, 550.000 tổng cộng,  Fiji)
- Filipino (47 triệu bản địa, ~90 triệu tổng cộng,  Philippines)
- Gilbert (100.000,  Kiribati)
- Hawaii (1.000 bản địa, 8.000 thạo,  Hawaii)
- Mã Lai / Indonesia, (45 triệu bản địa, ~250 triệu tổng cộng,  Brunei,  Đông Timor,  Indonesia,  Malaysia, và  Singapore)
- Malagasy (17 triệu,  Madagascar)
- Māori (100.000,  New Zealand)
- Marshall (> 44.000,  Quần đảo Marshall)
- Nauru (6.000,  Nauru)
- Niue (8.000,  Niue)
- Palau (15.000,  Palau)
- Rapa Nui (5.000,  Đảo Phục Sinh)
- Samoa (370.000,  Samoa,  Samoa thuộc Mỹ)
- Sonsorol (600, Sonsorol,  Palau)
- Tahiti (120.000,  French Polynesia)
- Tetum (800.000,  Đông Timor)
- Tobi (100, Hatohobei,  Palau)
- Tonga (108.000,  Tonga)
- Tuvalu (13.000,  Tuvalu)